# Libwww
libwww (Library World Wide Web) は、Unix系およびWindows向けの高度にモジュール化されたクライアントサイドウェブAPIであり、そのAPIのリファレンス実装の名前でもある。
ウェブブラウザ/エディタ、インターネットボット、バッチツールなど各種アプリケーションに利用可能。完全なHTTP/1.1のキャッシング、パイプライニング、POST、Digest認証、deflateなど、libwwwにはプラグイン可能なモジュールがある。
libwwwには、プロトコルに関する実験の叩き台としての役割と、車輪の再発明を防ぐ役割がある。
libcurlはlibwwwの後継とみなされている。

## 歴史
1991年から1992年、ティム・バーナーズ＝リーとCERNにいた学生ジャン＝フランソワ・グロフは World Wide Web の可能性を示すため、オペレーティングシステムNeXTstep向けに書かれた最初のブラウザ WorldWideWeb の各種コンポーネントを移植性の高いC言語で書き直す作業を行った。当初libwwwは Common Library と呼ばれ、独立したソフトウェアとなってはいなかった。一般公開される前にlibwwwは CERN program library (CERNLIB) に組み込まれた。1992年7月、このライブラリはDECnetに移植された。1993年5月の World Wide Web Newsletter でバーナーズ＝リーは、ウェブブラウザ開発を促進するため Common Library をlibwwwと改称し、パブリックドメインで提供すると発表した。当初パブリックドメインではなく GNU General Public License で公開するつもりだったが、GPLにするとIBMのような大企業が利用をためらう可能性があると考え断念した。急いで開発したため、ロバート・カイリューがこれをMacWWWに組み込もうとしたときに問題が生じた。
1994年11月25日 (version 2.17) からヘンリク・F・ニールセンがlibwwwの責任者となった。1995年3月21日、version 3.0 のリリースと共に、CERNが完全に手を引き World Wide Web Consortium (W3C) がlibwwwの全責任を負うことになった。1995年以降、Line Mode Browser が独立してリリースされることはなくなり、libwwwのパッケージの一部となった。
W3Cは、HTML3/CSS/PNGといった標準やlibwwwの提供する機能の叩き台兼評価ツールとしてArenaというウェブブラウザを開発し、beta 3 リリース後にAmayaで置換した。2003年9月2日、W3Cはリソース不足からlibwwwの開発を停止し、その後の開発はオープンソース・コミュニティに期待するとした。

## 機能と特徴
libwwwは、以下の通信プロトコルをサポートしている。
- ローカルファイル（URIスキーム）
- FTP
- Gopher
- HTTP 1.1 （永続性キャッシュマネージャとパイプライニング）[2]
- NNTP
- Telnet
- WAIS

他に以下の機能を有する。
- OpenSSLを使うことでTLSとSSLを利用可能。[22]
- zlibを使うことでgzipの圧縮・解凍が可能。[23]
- HTML[24][25]、 RDF[26]、SGML[27]、XML[26]の構文解析器とスタイルシートマネージャ[28]
- SQLデータベース (MySQL) との連携（クローラなどで利用）[29]

libwwwは各種プラグインをサポートしている。

## libwww を利用しているアプリケーション
19以上のアプリケーションがlibwwwを使用している（いた）。
- Agora[31]
- Arena[32][33]
- Amaya[32][33][34]
- Cello[35]
- CERN httpd サーバ[33]
- Cygwin[36][37]
- Distributed Oceanographic Data SystemsとOPeNDAP[38][39]
- GRIF Symposia（HTMLエディタ）[40][41]
- Lynx[2][33]
- MacWWW[42]
- Mosaic[2][15][33]
- Robot Operating System[5]
- TkWeb[43]
- tkWWW[44]
- WorldWideWeb（後の Nexus）[45][46]

libwwwには次のアプリケーションが含まれている。
- Command Line Tool - ウェブアクセス用の単純なバッチツール。libwwwの使い方を示すためのアプリケーション。[6][47]
- Line Mode Browser[48]
- Webbot - libwwwを使ったボットの作り方を示すための単純なアプリケーション[6][49]
- Mini Server - libwwwを使ったサーバまたはプロキシの作り方を示すための小さなアプリケーション[6]

## 批判
libcurlの開発者らは、libwwwは移植性が低く、スレッドセーフではないし、HTTP認証方式のいくつかも実装していないと批判している。また、プロジェクトによってはlibcurlもlibwwwも重過ぎるという批判もある。